# Latrodectus katipo
Latrodectus katipo  (лат.) — вид пауков из рода чёрных вдов семейства пауков-тенетников, находящийся на грани вымирания. Родственный вид Latrodectus hasselti. 
Укус ядовит и яд является опасным для человека. Слово «katipo» в переводе с языка маори означает «жалящий ночью».
Это маленький или средних размеров паук, самка которого окрашена в характерно для рода чёрный цвет с красной полоской на спинке, которая в свою очередь окаймлена белой линией вдоль брюшка. Севернее 39°15' ю. ш. самки вообще не имеют рисунка, а полностью чёрного цвета. Latrodectus katipo живёт в укрытиях, населяя песчаные дюны близ морских берегов.
Распространены по берегам Новой Зеландии, но не встречаются в самых южных областях.
Плетут прерывистые треугольные паутины среди растительности дюн и других дебрей. Охотятся на живущих в песках насекомых.